# 34993 Euaimon
34993 Euaimon è un asteroide troiano di Giove del campo greco. Scoperto nel 1973, presenta un'orbita caratterizzata da un semiasse maggiore pari a 5,1516512 UA e da un'eccentricità di 0,0543443, inclinata di 8,89402° rispetto all'eclittica.
L'asteroide è dedicato a Evemone, personaggio della mitologia greca, padre di Euripilo.